# OneGeology
OneGeology是一個地質學的國際合作計畫，由113國、聯合國教科文組織和世界上主要的地球科學組織共同執行。這是國際地球年的旗艦計畫，是為了要讓所有人都可以在網路上取得全世界的動態數位化地質圖。該計畫使用新引入的 GeoSciML 標記語言。最初的目標是要繪製比例一比一百萬的地質圖。它的下游用途可能是尋找適合採礦或探勘石油與天然氣區域、或尋找山崩和地震危險區域、了解可飲用或灌溉地下水如何形成和儲存、以及尋找適合封存溫室氣體的多孔岩石區。本計畫發起於2008年8月6日於挪威奧斯陸召開的第33屆國際地質大會。

## 外部連結
- OneGeology - Making Geological Map Data for Earth Accessible（页面存档备份，存于）